# Deutscher Evangelischer Kirchentag 2013

Offizielles Logo des 34. Deutschen Evangelischen Kirchentags – ein Blatt mit Abreißzetteln

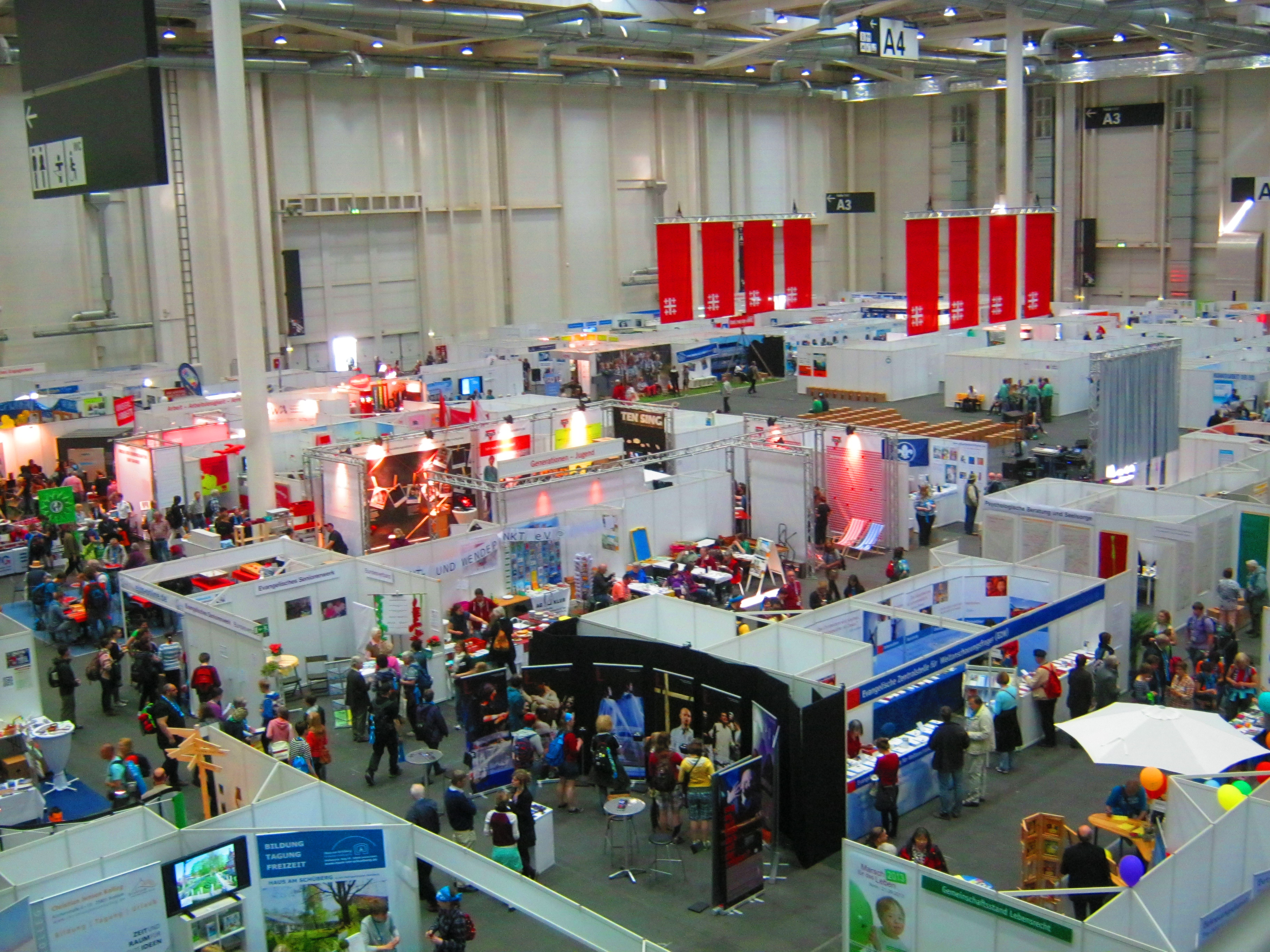
Markt der Möglichkeiten 2013

Der 34. Deutsche Evangelische Kirchentag fand vom 1. bis zum 5. Mai 2013 in Hamburg statt. Der Kirchentag fand nach 1953, 1981 und 1995 zum vierten Mal in der Hansestadt statt. Gastgeberin war die Evangelisch-Lutherische Kirche in Norddeutschland (Nordkirche), die 2012 aus der Nordelbischen, der Mecklenburgischen und der Pommerschen Evangelischen Kirche hervorgegangen war. Gerhard Robbers war Präsident dieses Kirchentags.
Von Donnerstag bis Samstag wurden über 2500 Veranstaltungen für die rund 119.000 Dauerteilnehmenden angeboten. Programmschwerpunkte waren die Themen Wirtschaft, Interreligiöser Dialog und Inklusion.

## Losung
Die Losung des Kirchentags lautete Soviel du brauchst (2 Mos 16,18 ). Sie bezieht sich auf das Wunder, das dem hungernden Volk Israel widerfuhr, dem auf seinem Zug durch die Wüste Manna vom Himmel fiel, für jede und jeden so viel, wie sie oder er brauchte. Die doppelte Aussage der Losung ist: „Gott sorgt für dich, es ist so viel da, wie du brauchst“ – aber auch: „Gebrauche nur so viel, wie da ist!“.
Das Design für die Kirchentagskampagne stammt von der Agentur des Hamburger Designers Peter Schmidt, der sich neben drei weiteren Agenturen und einem Künstler darum beworben hatte.

## Abend der Begegnung
Der Kirchentag begann am 1. Mai um 17:00 Uhr mit großen Eröffnungsgottesdiensten am Fischmarkt, auf der Reeperbahn, auf dem Rathausmarkt und am Strandkai, an denen 84.000 Menschen teilnahmen.
Ab 18:00 Uhr strömten dann 350.000 Besucher zum Abend der Begegnung; ein Schwerpunkt dieser Veranstaltung war die HafenCity.
In rund 500 Metern Entfernung kam es kurz darauf zu einem schweren Seeunfall: Um 19:30 wurde auf dem ConRo-Frachter Atlantic Cartier am O’Swaldkai Feueralarm ausgelöst. Der erste Löschangriff musste wegen großer Hitze- und Rauchentwicklung abgebrochen werden. Die Hamburger Feuerwehr übernahm daraufhin um 20:12 Uhr die weitere Brandbekämpfung, insbesondere die vom Wasser aus durchgeführten Kühlmaßnahmen. Erst am 2. Mai um 3:44 Uhr konnte mit dem konventionellen Löschangriff begonnen werden; 25 Minuten später war der Brand erfolgreich gelöscht. Obwohl der Frachter Teile von Munition, leicht entzündliche Stoffe und Uranhexafluorid geladen hatte, kam es zu keiner Freisetzung von Gefahrenstoffen. Die Ursache wurde nicht abschließend geklärt.